# Peruanos
Peruanos são cidadãos do Peru. Houve civilizações antigas andinas e costeiras como Caral, que habitou o que hoje é território peruano por vários milênios antes da conquista espanhola no século XVI; A população peruana diminuiu de cerca de 5–9 milhões na década de 1520 para cerca de 600.000 em 1620, principalmente por causa de doenças infecciosas. Espanhóis e africanos chegaram em grande número em 1532 sob o domínio colonial, misturando-se amplamente entre si e com os peruanos nativos. Durante a República, houve uma imigração gradual de europeus (especialmente da Espanha e Itália, e em menor medida de Portugal, Alemanha, França, Croácia e Ilhas Britânicas). Os chineses e japoneses chegaram em grande número no final do século XIX.
Com 31,2 milhões de habitantes de acordo com o censo de 2017, o Peru é o quinto país mais populoso da América do Sul. Sua taxa de crescimento demográfico caiu de 2,6% para 1,6% entre 1950 e 2000; espera-se que a população atinja aproximadamente 46-51 milhões em 2050. Em 2017, 79,3% viviam em áreas urbanas e 20,7% em áreas rurais. As principais cidades incluem Lima, com mais de 9,5 milhões de habitantes, Arequipa, Trujillo, Chiclayo, Piura, Iquitos, Huancayo, Cusco e Pucallpa, todos com mais de 250.000 habitantes. As maiores comunidades de expatriados peruanos estão nos Estados Unidos, América do Sul (Argentina, Chile, Venezuela e Brasil), Europa (Espanha, Itália, França e Reino Unido), Japão, Austrália e Canadá.

## Estrutura étnica Peruana
No censo de 2017, indagou-se aos maiores de 12 anos a que origem ancestral pertencem, com 60,2% dos peruanos se autodenominando mestiços, 22,3% como quéchuas, 5,9% como brancos, 3,6% como afro-peruanos, 2,4% como aimarás, 0,3% como amazônicos, 0,16% como asiáticos. Os indígenas são encontrados no sul dos Andes, embora em grande parte, também na costa sul e central devido à grande migração interna de mão de obra das regiões andinas remotas para as cidades costeiras, durante as últimas quatro décadas.

### Mestiço

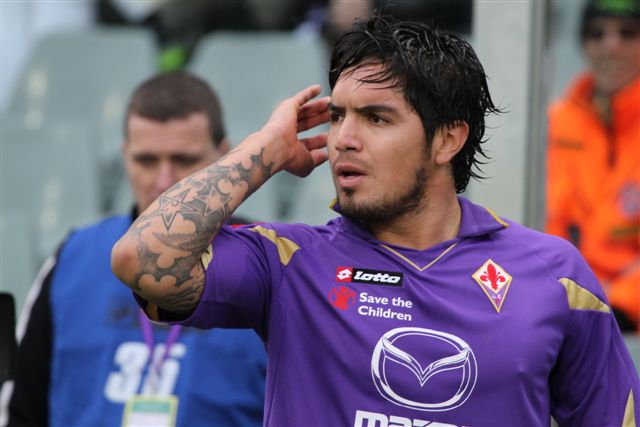
Juan Manuel Vargas

Os mestiços representam 60,2% da população total. O termo denota tradicionalmente peruanos de ascendência mista indígena e europeia (ascendência principalmente espanhola). Este termo fazia parte da classificação de casta usada durante os tempos coloniais, em que pessoas de ascendência espanhola exclusiva que nasceram nas colônias eram chamadas de criollos, pessoas de ascendência indígena e espanhola eram chamadas de mestiços, as de ascendência africana e espanhola eram chamadas de mulatos, e os de ascendência indígena e africana eram chamados de zambos . A análise genética indica que os mestiços peruanos são de ascendência predominantemente indígena. A maioria dos mestiços são moradores urbanos e apresentam herança europeia mais forte em regiões como região de Lima, região de La Libertad, região de Callao, região de Cajamarca, região de San Martin, região de Piura, região de Lambayeque e região de Arequipa.

### Peruano índigena

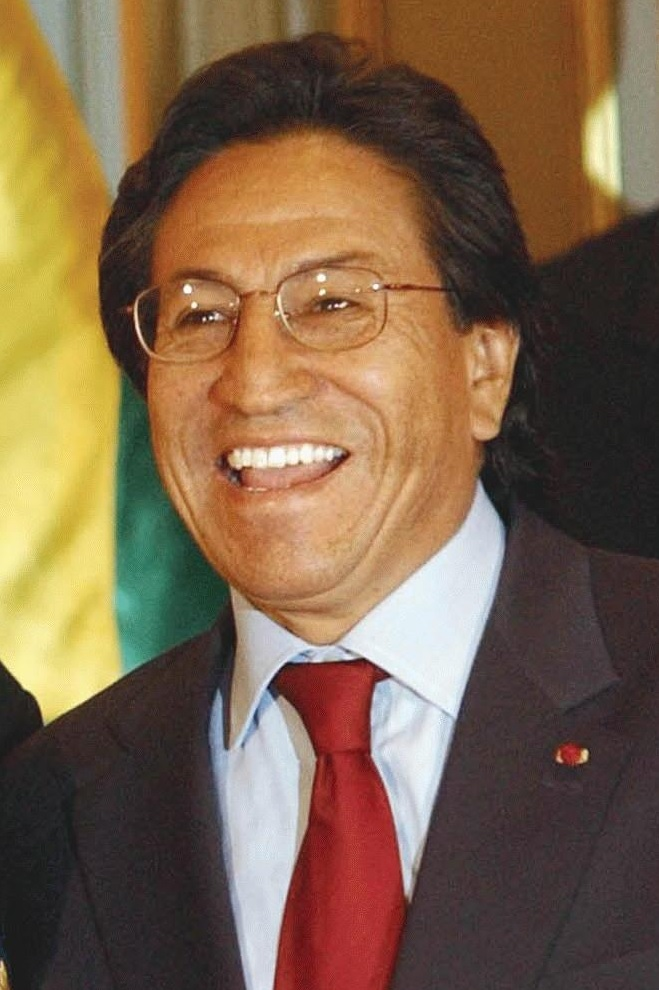
Alejandro Toledo

Os grupos étnicos de origem peruana constituem 25,8% da população total. Os dois principais grupos étnicos são os quéchuas (pertencentes a vários subgrupos culturais), seguidos pelos aimarás, encontrados principalmente no extremo sul dos Andes. Uma grande proporção dos grupos étnicos que vivem nas montanhas andinas ainda falam quíchua e têm tradições culturais vibrantes, algumas das quais fizeram parte do Império Inca.
Dezenas de culturas peruanas também estão dispersas por todo o país além daCordilheira dos Andes, na bacia amazônica. Esta região está se urbanizando rapidamente. Centros urbanos importantes incluem Iquitos, Nauta, Puerto Maldonado, Pucallpa e Yurimaguas. Esta região é o lar de vários grupos étnicos, embora eles não constituam uma grande proporção da população total. Exemplos de grupos étnicos que residem no leste do Peru incluem Shipibo, Urarina, Cocama e Aguaruna. Não existe uma lei especial para grupos étnicos ou reservas; eles são peruanos e legalmente tratados como tal. Existem algumas comunidades tribais, especialmente na Amazônia, mas é sua própria escolha de estilo de vida; têm o direito de escolher o local de residência, têm a liberdade de viver e viajar, de entrar e sair do país, com poucas limitações por questões de saúde ou por ordem de um juiz ou leis migratórias internacionais, amparadas pelas Constituições peruanas e Direitos Humanos Internacionais, eles têm representação no Congresso como qualquer outra comunidade peruana.

### Branco/Europeu

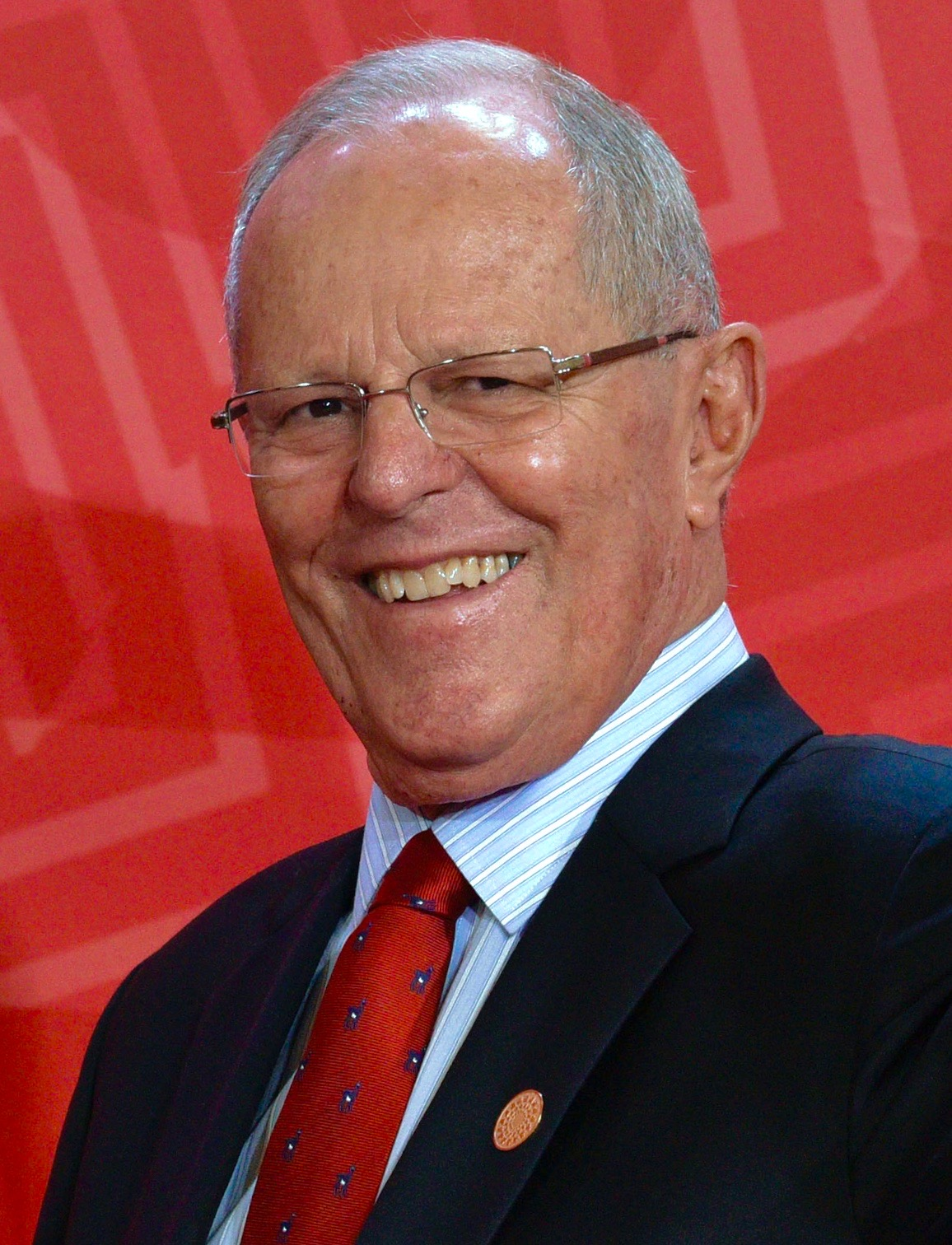
66º Presidente Pedro Pablo Kuczynski

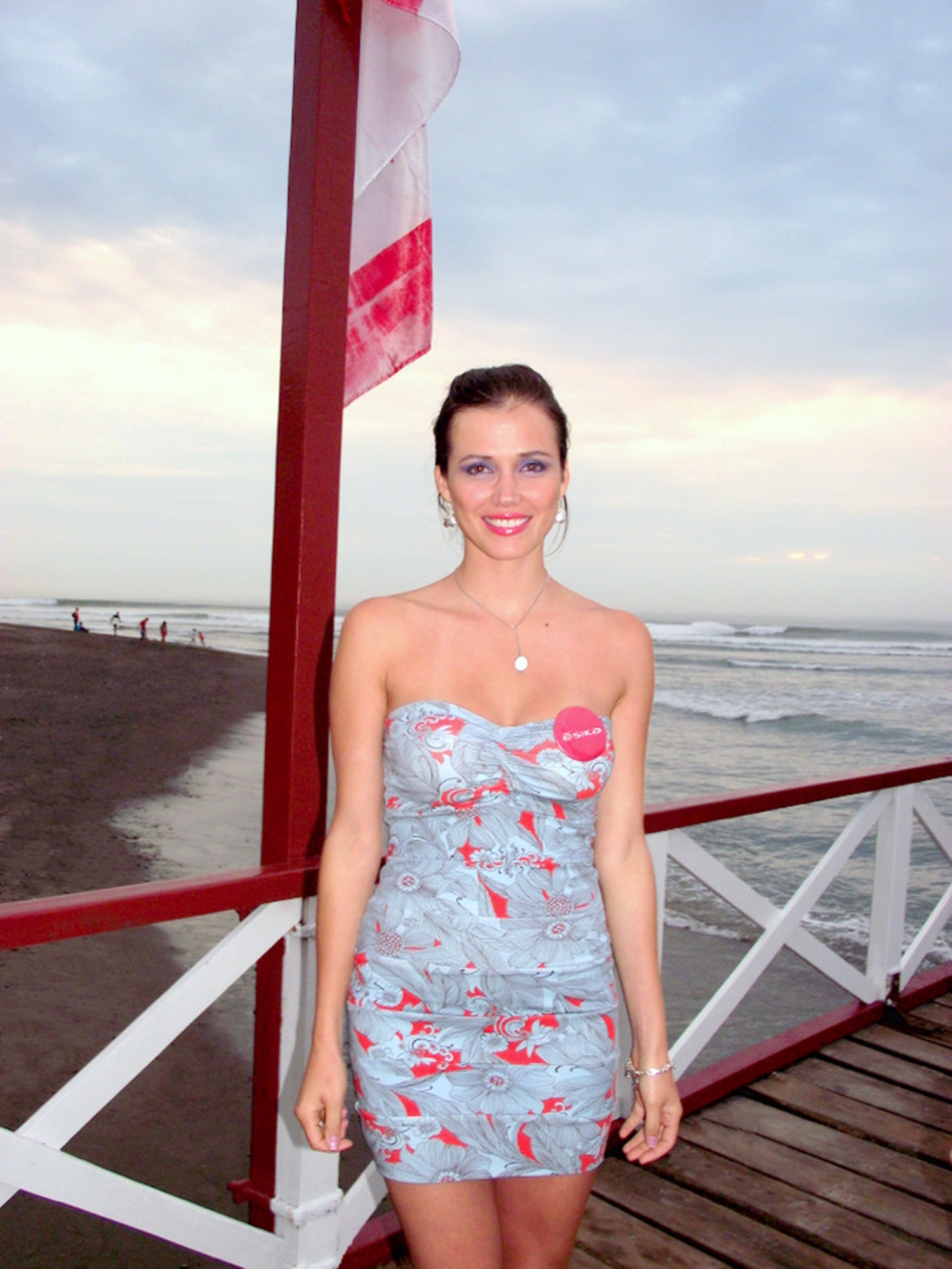
María Julia Mantilla

Os descendentes de europeus somam 5,9% da população total. A maioria deles são descendentes de colonos espanhóis que vieram para o país durante a era colonial, enquanto outros são descendentes de outras etnias europeias que chegaram nos séculos XIX e XX como italianos, alemães, britânicos, franceses, irlandeses, holandeses, portugueses, Polonês e croatas. A maioria deles também vive nas maiores cidades, geralmente nas cidades do norte do Peru: Trujillo, Chiclayo e Piura, e também na capital Lima.
A cidade de Arequipa, no sul do Peru, exibe a maioria dos descendentes de espanhóis no sul. Cajamarca no planalto, partes de San Martin na Rupa-Rupa ou área dos Andes amazônicos; Oxapampa e Pozuzo foram povoados por colonos alemães e austríacos também na Rupa-Rupa ou área dos Andes amazônicos. Uma considerável população europeia migrou para o Peru, eles vieram para o petróleo, mineração, pesca, açúcar, algodão, guano, borracha e outras indústrias florescentes em meados de 1800. Recentemente, Peru viu uma imigração de idosos e empresários americanos em busca de residência permanente para se estabelecerem no país, devido ao viver barato, comida saborosa e fresca, gastronomia, povo amigável, clima ameno excelente, belas vistas do oceano, ambiente da floresta amazônica, liberdade em muitos aspectos em comparação com outros países, e como é fácil fazer negócios no Peru devido ao boom econômico de 2000 até o presente.  Além disso, pessoas de outros países latino-americanos como a Venezuela migraram para o Peru devido a questões socioeconômicas.

### Afro-Peruano

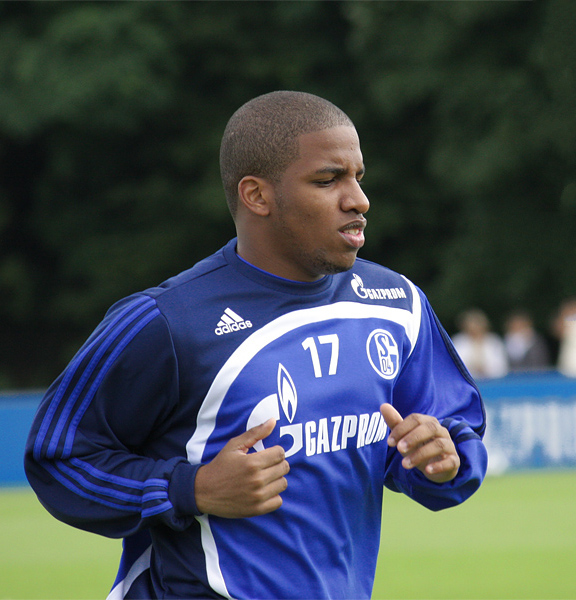
Jefferson Farfán

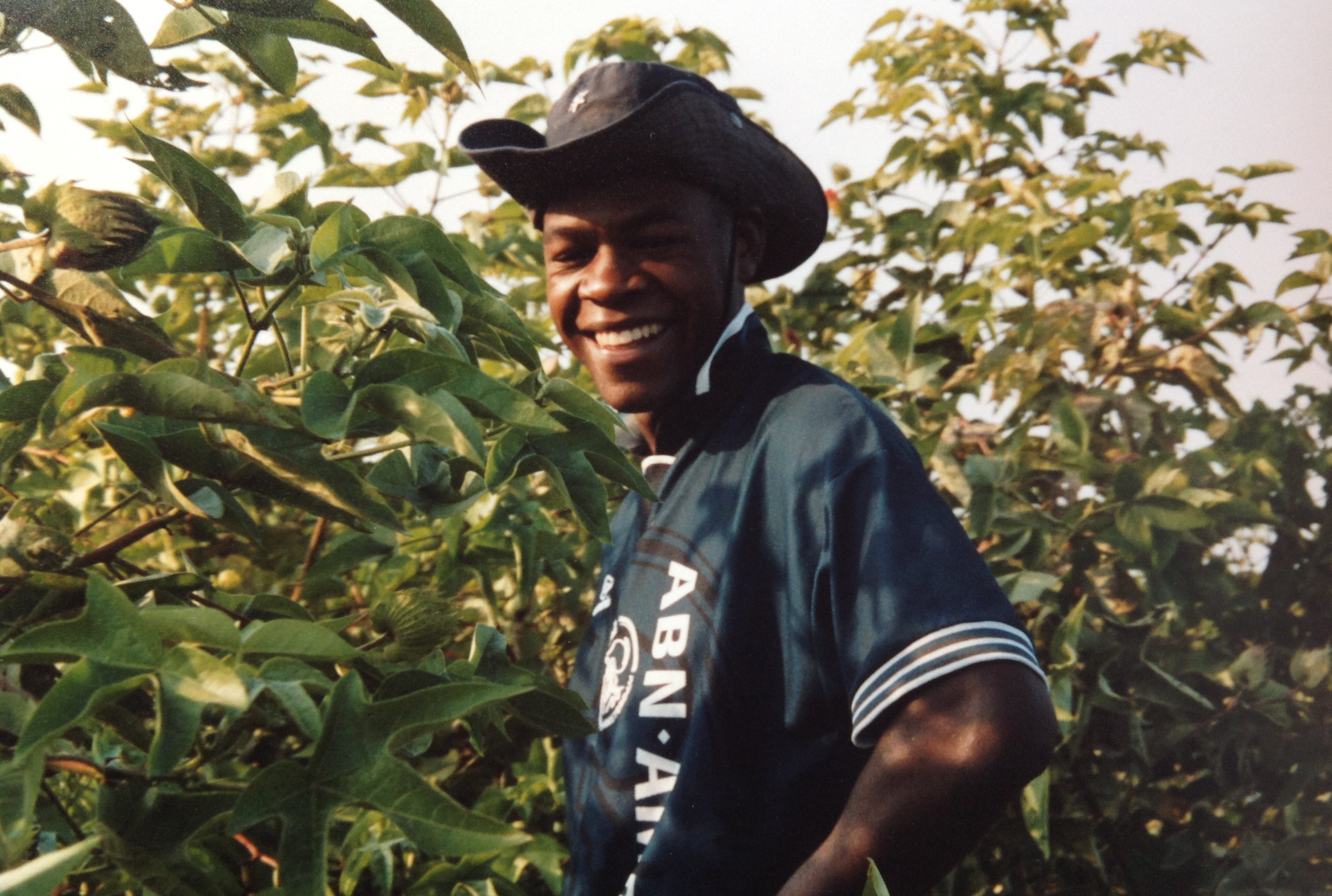
Afro-Peruano em Ica

Os afro-peruanos constituem 3,6%  da população. O Peru, como colônia espanhola na Conquista, tem uma história de comércio de escravos, vindo de Gana, Angola, Nigéria, República do Congo, República Democrática do Congo, Moçambique e Madagascar . Durante o período colonial realizava trabalhos de mão-de-obra na cana-de-açúcar, nos campos de algodão e nas vinhas, muito poucos deles nas minas de ouro em Cuzco. Os espanhóis trouxeram 500 africanos da Guiné como parte das tropas para a Conquista em 1531. A escravidão no Peru foi abolida em 1854 pelo presidente Ramon Castilla. Hoje também mulatos (mistos africanos e europeus) e zambos (mistos africanos e indígenas) também constituem uma parte importante da população, especialmente nas regiões de Piura, Tumbes, Lambayeque, Lima e Ica. A população afro-peruana concentra-se principalmente nas cidades costeiras ao sul de Lima, como as da região de Ica, em cidades como Cañete, Chincha, Ica, Nazca e Acarí na fronteira com a região de Arequipa. Os afrodescendentes trouxeram suas próprias danças e estilo musical de percussão, criando alguns instrumentos como o "Cajon" e alguma arte culinária caracterizada por seu sabor delicioso. Alguns dos melhores jogadores de futebol do Peru são afrodescendentes. Uma das populações africanas mais intocáveis e não misturadas ainda é hoje El Carmen em Chincha Alta Ica, Peru.
Outro segmento grande, mas menos promovido, da presença afro-peruana está nas regiões de Yunga (oeste e logo abaixo da cadeia andina do norte do Peru), (isto é, Piura e Lambayeque), onde a produção de cana-de-açúcar, limão e manga ainda são importantes. Comunidades importantes são encontradas em toda a província de Morropón, como na cidade de Chulucanas. Um deles é Yapatera, uma comunidade na mesma cidade, bem como comunidades agrícolas menores como Pabur ou La Matanza e até mesmo na região montanhosa perto de Canchaque. Mais ao sul, a cidade colonial de Zaña ou cidades agrícolas como Capote e Tuman em Lambayeque também são regiões importantes com presença afro-peruana.

### Peruano asiático

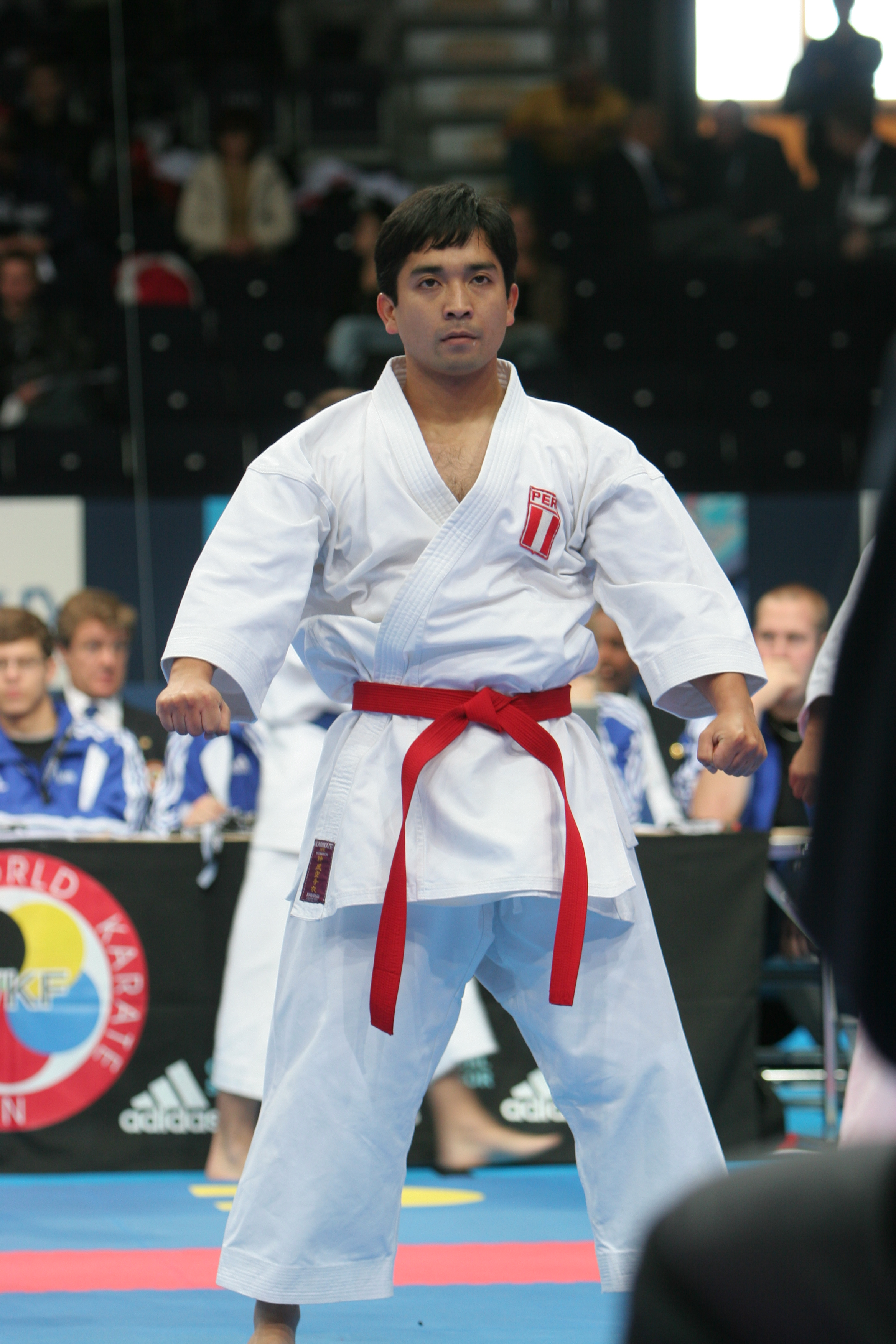
Akio Tamashiro

Os peruanos asiáticos constituem 0,16% da população. O Peru tem a maior população de descendentes de chineses na América Latina desde que o Peru se tornou independente da Espanha em 1821 e proibiu a importação de escravos. O primeiro grupo de asiáticos veio em 1849 no navio dinamarquês chamado Federico Guillermo para substituir a escravidão como parte do plano para abolir a escravidão em 1854, substituindo-a por força de trabalho asiática. Durante os 25 anos seguintes, 100.000 chineses chegaram ao Peru, contratados em contratos de oito anos de Macau, Hong Kong, Cantão e Fujian, incluindo algumas pessoas da Sangley. Eles foram contratados para canaviais, arrozais, extração de guano e construção de ferrovias nos Andes em regime de semi-escravidão.
Comunidades de descendentes geograficamente chineses são encontradas em todo o alto Amazonas peruano, incluindo cidades como Yurimaguas, Nauta, Iquitos e o litoral centro-norte (Lambayeque e Trujillo) e a capital Lima.

Em contraste com a comunidade japonesa no Peru, os chineses parecem ter se casado muito mais desde que vieram para trabalhar nos campos de arroz durante o vice-reino e para substituir os escravos africanos, como trabalhadores durante a abolição da própria escravidão. Apesar de a presença de peruanos de herança asiática ser basftante recente, na última década eles fizeram avanços significativos nos campos político e empresarial; um ex-presidente (Alberto Fujimori), vários ex-membros do gabinete e um membro do congresso peruano são de origem chinesa ou japonesa. Também há um grande número de árabes peruanos, principalmente palestinos, libaneses, sírios, iraquianos.
| Identificação e composição étnica/racial (2017) Instituto Nacional de Estadística e Informática (INEI) | Identificação e composição étnica/racial (2017) Instituto Nacional de Estadística e Informática (INEI) | Identificação e composição étnica/racial (2017) Instituto Nacional de Estadística e Informática (INEI) | Identificação e composição étnica/racial (2017) Instituto Nacional de Estadística e Informática (INEI) | Identificação e composição étnica/racial (2017) Instituto Nacional de Estadística e Informática (INEI) |
| --- | --- | --- | --- | --- |
| Raça/Etnia                                                                                             | | | | |
| Mestiço                                                                                                | Mestiço                                                                                                | | 60,1%                                                                                                  | 60,1%                                                                                                  |
| Quechua                                                                                                | Quechua                                                                                                | | 22,3%                                                                                                  | 22,3%                                                                                                  |
| Brancos                                                                                                | Brancos                                                                                                | | 5,9%                                                                                                   | 5,9%                                                                                                   |
| Afro-Peruano                                                                                           | Afro-Peruano                                                                                           | | 3,6%                                                                                                   | 3,6%                                                                                                   |
| Aymara                                                                                                 | Aymara                                                                                                 | | 2,4%                                                                                                   | 2,4%                                                                                                   |
| Amazônicos                                                                                             | Amazônicos                                                                                             | | 0,3%                                                                                                   | 0,3%                                                                                                   |
| Outros                                                                                                 | Outros                                                                                                 | | 1,1%                                                                                                   | 1,1%                                                                                                   |

### Imigração após a independência
Após a independência, houve uma gradual imigração europeia da Espanha, Itália, Croácia, França, Alemanha e Áustria. Os chineses chegaram na década de 1850 como substitutos dos trabalhadores escravos nas plantações de açúcar da costa norte e desde então se tornaram uma grande influência na sociedade peruana. Outros grupos de imigrantes incluem japoneses, árabes, sul-asiáticos e americanos dos Estados Unidos .

## Línguas
O espanhol peruano é a língua principal de 82,6% falada majoritariamente nas cidades costeiras. É a língua principal do país usada para a mídia pública, televisão, rádio, jornais, internet em geral, com exceções mínimas. Coexiste com várias línguas indígenas, a mais comum Quechua, 13,9% e Aymara 1,6%, ambas faladas principalmente nos Andes, Ashaninka 0,3% na Floresta. Outras línguas nativas e estrangeiras eram faladas naquela época por 0,8% e 0,2% dos peruanos, respectivamente. A alfabetização foi estimada em 94,2% em 2017; esta taxa é mais baixa nas áreas rurais (83%) do que nas áreas urbanas (96,8%).

## Religiões
De acordo com o censo de 2017, o cristianismo é a maior religião no Peru, com os católicos romanos tendo a maioria dos adeptos (76%), outros cristãos 18,6%, outros 0,5%, não religiosos 5%. O Senhor dos Milagres é um mural pintado por um escravo angolano do século XVII de Jesus Cristo que é venerado em Lima e é a principal festa católica do Peru e uma das maiores procissões do mundo. Todos os anos, em outubro, centenas de milhares de peregrinos de todas as classes sociais se vestem de púrpura para celebrar o também conhecido “Cristo Negro” em uma procissão religiosa pelas ruas de Lima. A história conta que alguns terremotos em Lima durante os séculos XVII e XVIII destruíram grande parte da cidade deixando apenas o mural pintado pelo escravo angolano em 1651 que foi o único muro de pé após os terremotos de 1655,1687 e 1746 terremoto de magnitude 8,6. Esses fatos contribuíram para o crescimento e a solidificação da devota veneração ao mural conhecido como "Cristo de Pachacamilla"

## Cultura
A cultura peruana está enraizada principalmente nas tradições ameríndias, principalmente na herança inca e hispânica. Também foi influenciado por vários grupos étnicos europeus, africanos e asiáticos. As tradições artísticas peruanas remontam à elaborada cerâmica, têxteis, joias e esculturas das culturas pré-incas. Os Incas mantiveram esse artesanato e realizaram realizações arquitetônicas, incluindo a construção de Machu Picchu . O barroco dominou a arte colonial, embora modificado pelas tradições nativas. Durante este período, a maioria das artes focada em assuntos religiosos; as inúmeras igrejas da época e as pinturas da Escola de Cuzco são representativas.  artes estagnaram após a independência até o surgimento do Indigenismo no início do século XX. Desde a década de 1950, a arte peruana foi eclética e moldada por correntes artísticas locais e estrangeiras. A cultura peruana hoje é moderna com influências globais, sempre aberta a novas tendências e está em constante movimento e mudança na música, arte, literatura. Os peruanos são expressivos, usam gestos com as mãos ao falar e são táteis, esperando um beijo na bochecha como oi e tchau. Não é incomum ver casais demonstrando afeto em locais públicos. Os peruanos também têm respeito pelos mais velhos, pessoas de cargos mais elevados no trabalho, profissionais qualificados e pessoas instruídas.

### Literatura
A literatura peruana tem suas raízes nas tradições orais das civilizações pré-colombianas. Os espanhóis introduziram a escrita no século XVI; A expressão literária colonial incluiu crônicas e literatura religiosa. Após a independência, Costumbrismo e Romantismo tornaram-se os gêneros literários mais comuns, como exemplificado nas obras de Ricardo Palma. No início do século XX, o movimento Indigenismo produziu escritores como Ciro Alegría, José María Arguedas, e César Vallejo. Durante a segunda metade do século, a literatura peruana tornou-se mais conhecida por causa de autores como o ganhador do Nobel Mario Vargas Llosa, um dos principais membros do boom latino-americano. María Jesús Alvarado Rivera foi uma rebelde feminista peruana, educadora, jornalista, escritora e ativista social que foi considerada pelo Conselho Nacional de Mulheres do Peru em 1969 como a "primeira defensora moderna dos direitos das mulheres no Peru".

### Arquitetura
Macchu Picchu, uma das sete maravilhas do mundo, Sacsayhuaman, Chan chan, a arquitetura foi construída para reunir centenas, senão milhares de pessoas para cerimônias e coabitar em harmonia com os outros e com a natureza. Alguns dos destaques foram o desenvolvimento da acústica, aquedutos, silos para preservação de grãos, os terraços, a perfeição encaixando os rochedos do gigante de 20 toneladas na perfeição, observatórios astronômicos, a perfeição com o solstício, a construção de entradas para a luz solar denotando sentido para a cada temporada, algumas dessas construções até hoje não têm explicação lógica humana, sobre como foram construídas.

### Culinária
A culinária peruana mostra influências da culinária andina, espanhola, chinesa, italiana, árabe, africana e japonesa. Os pratos comuns incluem anticuchos, ceviche e pachamanca. Devido à variedade de climas no Peru, uma grande variedade de plantas e animais estão disponíveis para cozinhar. A culinária peruana tem um ingrediente especial que dá o sabor à maioria dos pratos "aji seco" se o mesmo prato for preparado em outra parte do mundo pode ter a mesma aparência, mas os vegetais crus, batatas, ingredientes têm um sabor diferente em outras partes do mundo. Exemplos disso são os ovos, a quinua, o feijão-lima, o peixe, o limão mais ácido, têm sabor totalmente diferente em outros países. O Peru deu ao mundo as batatas com mais de 3.000 espécies, introduzidas na Europa pelos espanhóis em 1532 após a Conquista da Quinoa, ambas do altiplano. Os antigos peruanos colhiam batatas entre 8.000 e 5.000 anos, de acordo com pesquisas científicas.

#### Pratos tradicionais
- Adobo de chancho: Carne de porco, açafrão, alho moído, vinagre e sal.[34]
- Carapulcra: Batatas desidratadas cozidas feitas em um ensopado com carne de porco e frango, aji panca e mirasol (pimenta picante), alho e outras especiarias.
- Aguadito de mariscos: Ensopado de arroz com legumes com mariscos e alguns camarões.[35]
- Ají de gallina: Um guisado de frango feito com creme, queijo, aji (pimenta) e amendoim.[36]
- Aguadito de pollo: uma sopa de galinha tradicional na culinária peruana composta por frango, coentro, legumes e especiarias.
- Rocoto Relleno: Rocoto (pimenta) sem veias recheado com carne picada, ovos, ervilhas, cenouras, queijo, leite e batatas.
- Papa a la Huancaína: Batatas amarelas com molho picante e cremoso.
- Aji de langostinos: Camarões em migalhas de pão e molho de aji amarillo (pimenta quente), pimentão verde também.[37]
- Arroz con pato a la Chiclayana: Carne de pato macia cozida em cerveja preta e coentro.[38]
- Ceviche: filé de peixe cru cortado em pedaços e marinado em suco de limão, cebola e aji limo.
- Anticuchos: Brochettes grelhados de coração de boi, macerados em vinagre e aji panca (pimenta).[39]
- Cau-cau: Estômago de vaca estufado com batatas, açafrão e salsa. Às vezes servido com ervilhas.
- Causa rellena: Purê de batata amarela temperada com limão e aji (pimenta), e recheada com atum ou frango.
- Chanfainita: Medalhões de coração de boi, servidos com arroz branco e batatas.[40]
- Chicharron con mote: torresmo de porco frito na própria gordura e acompanhado de canjica ou milho.[41]
- Chiringuito: Ceviche usando a carne seca do peixe-guitarra.[42]
- Chirimpico: Ensopado feito com as miudezas do cabrito, coberto com cebola, alho, pimenta, coentro e abóbora, misturado com grãos de milho tenro.[43][44]
- Choros a la chalaca: Mexilhões cobertos com cebola em cubos e aji (pimenta) e temperados com suco de limão.[45][46]

### Música

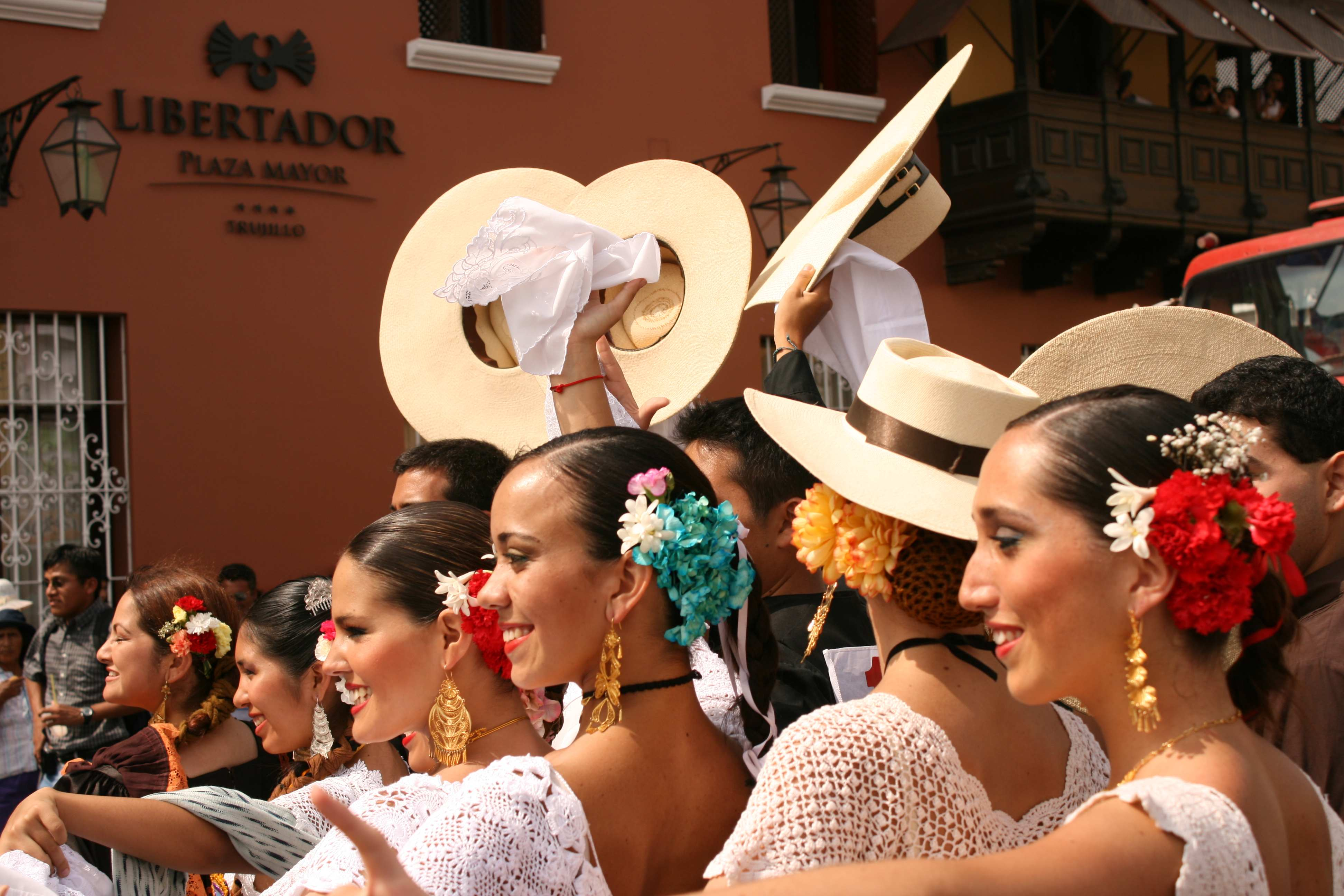
Dançarinos da Marinera em Trujillo.

A música peruana tem raízes andinas, espanholas e africanas. Nos tempos pré-hispânicos, as expressões musicais variaram amplamente de região para região; o quena e o tinya eram dois instrumentos comuns. A conquista espanhola trouxe a introdução de novos instrumentos como o violão e a harpa, bem como o desenvolvimento de instrumentos mestiços como o charango . As contribuições africanas à música peruana incluem seus ritmos e o cajón, um instrumento de percussão. As danças folclóricas peruanas incluem marinera, tondero e huayno.

### Esporte
O Esporte no Peru tem um proeminente fator na sociedade peruana.

#### Futebol
Foi introduzido no país por imigrantes britânicos, peruanos retornando das Ilhas Britânicas e por marinheiros ingleses que chegaram ao porto de Callao no final do século 19, um dos maiores do Oceano Pacífico.

#### Voleibol
A introdução do vôlei na América do Sul ocorre no Peru em 1911, com a contratação pelo governo do presidente Augusto B. Leguía dos educadores americanos Joseph Lockey e Joseph McKnight.

## Galeria

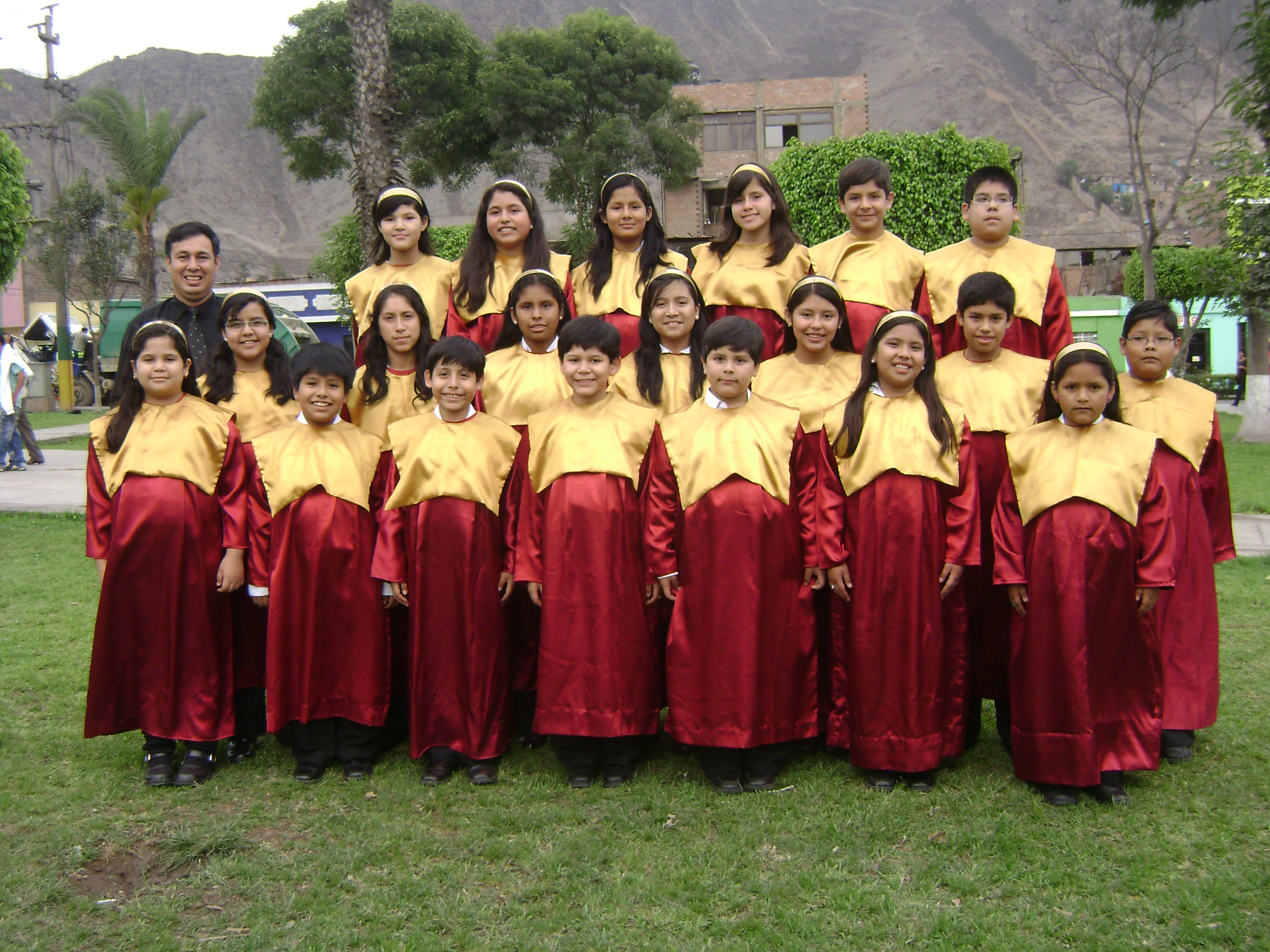
Coro infantil de El Agustino .
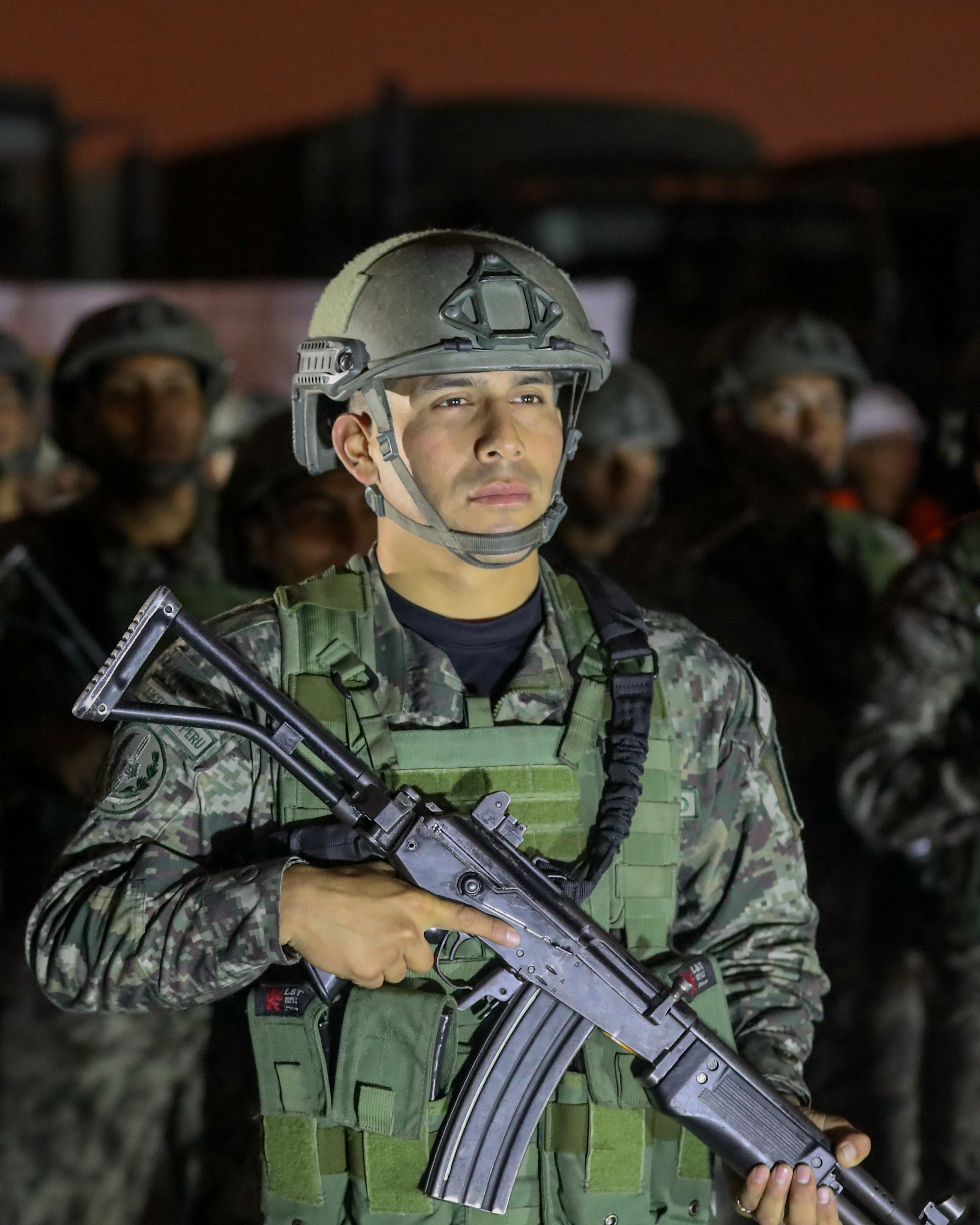
Soldado peruano.
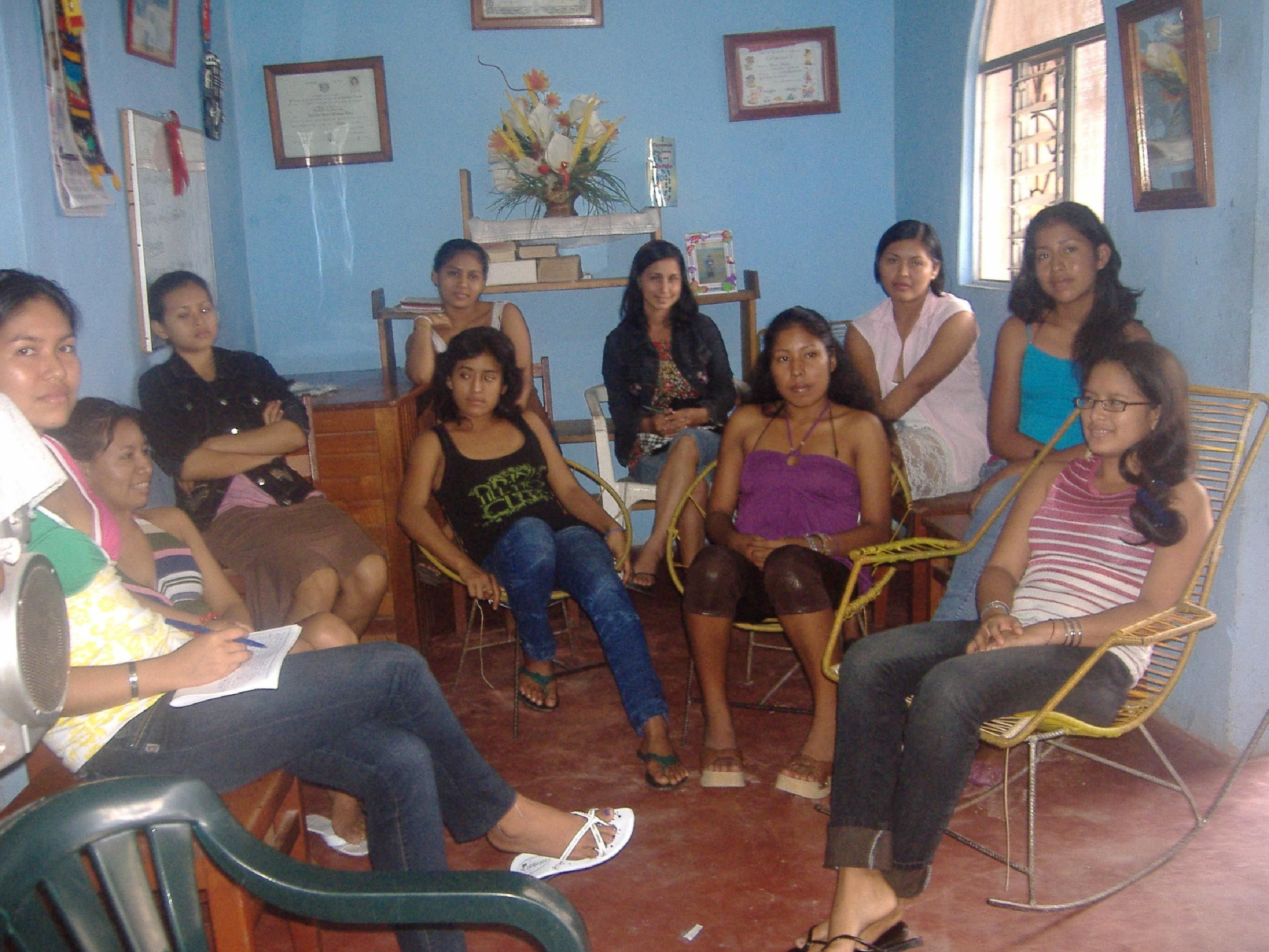
Mulheres peruanas em Iquitos .
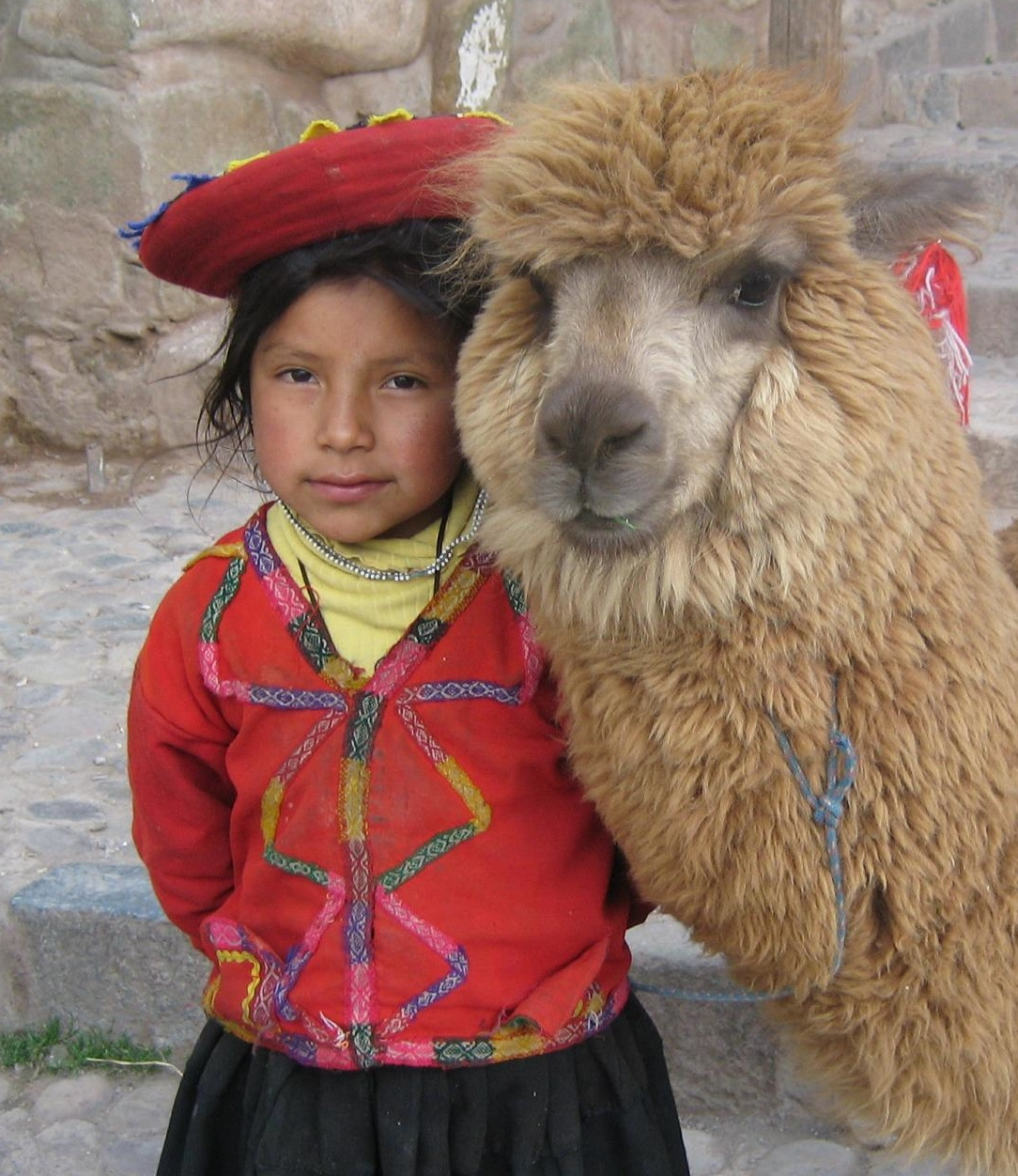
Menina peruana da serra.
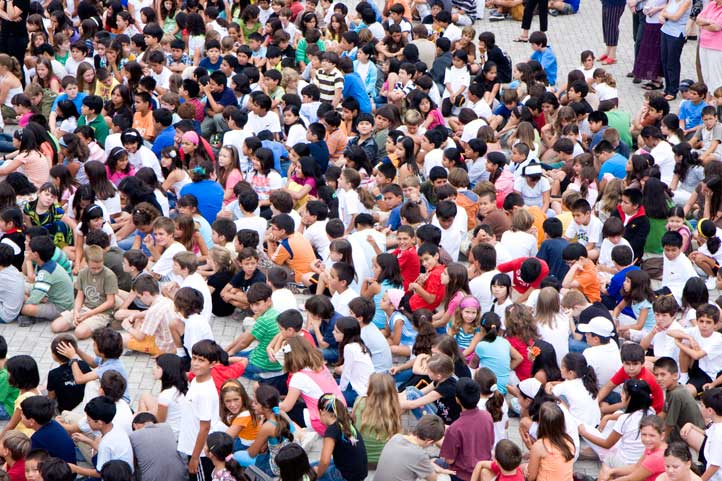
Crianças em uma escola primária em Santiago de Surco, Lima.